# Shin Shin Toitsu Aikido
 (juillet 2019).
Le Shin Shin toitsu aikido (新進といつ 合気道) ou Ki Aikido ou Ki Aïkido (気 合気道) est un art martial japonais. 
Comme d'autres branches de l'aïkido apparues après la mort de son fondateur en 1969, il démarre dans les années 1970 avec la création de la Ki Society de Kōichi Tōhei, ancien directeur technique de l'aikikai. Basé sur les techniques de l'aïkido et des concepts issus du yoga japonais, cet art martial d'autodéfense prône la médiation.
Comme d'autres gendai budō (arts martiaux contemporains), il met l'accent sur le développement personnel, mental comme spirituel.
Le mouvement a donné naissance à plusieurs branches enseignant le Ki Aïkido avec des pédagogies inspirées des parcours de leurs fondateurs: Ki Federation of Great Britain et Ki no Kenkyukai International Association. 

## Présentation

### Origine de l'expression
Shin Shin Toitsu Aikido signifie « aïkido avec le corps et l'esprit associé » ; c'est une école d'Aïkido fondé par l'aïkidoka Kōichi Tōhei (10e dan). On parle aussi de Ki Aikido (ki aikido en écriture romaji, sans ï).
Le terme shin shin toitsu (unification corps-esprit) est emprunté à l'école de Yoga japonais du même nom (shinshintoitsudou), fondé par Tempū Nakamura, dont Koichi Tohei était élève. 
- shinshin 心身　est une expression japonaise désignant corps et esprit.
- touitsu 統一 est une expression japonaise désignant l'unification, la coordination.
- dou 道　est une expression japonaise désignant la voie (retrouvé dans aïkido, judo, kendo, chado, ...)

Une partie de l'enseignement du yoga japonais, et du Ki Aïkido, rappelle qu'esprit et corps ne font qu'un, et comment l'un mène l'autre. Une meilleure coordination entre les deux a des conséquences très positives. L'esprit ne va pas faire faire des miracles au corps, mais un entraînement physique adéquat permettra au corps de mieux suivre les directives de l'esprit et se dépasser. Avec un esprit, une volonté plus développée, plus positive, un corps préparé pourra dépasser ses limites. Il y a une approche assez thérapeutique du corps et du développement du bien être (pour soi et pour les autres). 
Tempū Nakamura avait étudié la méthode Coué pendant ses années d'errance, en recherche d'un remède à sa tuberculose (inguérissable à l'époque) et constaté qu'il ne suffisait pas que l'esprit veuille que le corps aille mieux, mais qu'une volonté positive et un corps entraîné peuvent faire des miracles (cela est décrit dans l'ouvrage de Stephen Earle sur la vie et l'enseignement de Tempū Nakamura).

### Histoire
L'approche du yoga japonais a inspiré les notions de ki, les principes d'unification du corps et de l'esprit, tests de ki, méthodes de relaxation, échauffement, que Koichi Tohei enseignait avec les techniques d'aïkido, quand il était directeur technique de l'aikikai, dans les années 1950 et 1960.
On les retrouve dans ses ouvrages de référence This is aikido de 1962, ou Aikido: The coordination of mind and body for self-defense de 1966.
Après la mort du fondateur et la reprise de l'aikikai par son fils, l'aikikai lui demanda de changer son enseignement, et il créa la ki society pour continuer à le diffuser, avant de finalement quitté l'aikikai. Une partie des senseis et clubs quittèrent l'aikikai pour rejoindre la ki society à ce moment.
Après cette séparation, plusieurs courants sont apparus.
Le rôle du ki aïkido (sa création, et la lettre de départ diffusée par Kōichi Tōhei le 15 mai 1974) dans leurs créations est débattable. 
Outre le ki aïkido influencé par le yoga japonais, on a vu apparaître par exemple: 
- le shodokan (ou tomiki aïkido), influencé par le judo,
- Le kinomichi en France, influencé par les gymnastiques douces occidentales,
- le Yoshinkan (notamment utilisé par la police japonaise)
- le Tendokan.

Le ki aïkido, au départ représenté par l'association Ki no Kenkyukai ou Ki Society a lui-même donné plusieurs branches indépendantes, dont la Ki Fédération de Grande-Bretagne et son pendant français, l'association française de Ki aïkido (AFKA), ainsi que le Ki No Kenkyukai Association Internationale en Europe, Afrique et Amérique. 
Des mouvements comme le ki no michi parlent du Ki, mais ne tombent pas dans la catégorie Ki Aïkido - Celle-ci décrit les associations reprenant l'enseignement de Tohei Koichi en matière de Ki. 
On y retrouve : 
- Des principes (de coordination du corps et de l'esprit, d'aïkido, etc.)
- Des katas (boken, jo, tanto)
- Des échauffements avec des exercices de développement du ki, coordination et des mouvements repris pendant les techniques d'aïkido
- Un enseignement axé sur le ki (énergie, volonté, charisme, santé) et son développement [5]
- Des cours de ki et des cours d'aïkido.
- Tests de ki
- Système de grades (ceinture à couleur ou kyu/dan), des examens de ki et des examens d'aïkido
- Kiatsu (version simplifiée du shiatsu, développé par Tohei Koichi)
- Techniques d'Aïkido à genou, debout, avec une ou plusieurs personnes, randori
- Défenses contre jo, tanto, boken
- Kokyuu Dousa (呼吸動作)
- Respirations méditatives (Ki Breathings)
- Notion de point unique (one point ou (臍下の一点) seika no itten).

Le contenu de chaque catégorie peut varier en fonction de chaque branche (échauffement ou technique qui a évolué différemment, etc.). 
Aux techniques d'Aïkido se rajoutent des techniques de coordination et tests de cette coordination.

### Ki Society International ou (気の研究会) Ki no Kenkyūkai (Académie d'étude du ki, société d'étude du Ki)
Au Japon et dans le reste du monde,,,,, plusieurs fédérations sont affiliées à la Ki Society, et organisent des séminaires communs, un séminaire mondial l'été, ou des démonstrations de Taigi (démonstration d'enchaînements de techniques réalisés dans un temps donné). 
Sur Tokyo, on compte ainsi le dojo Seishinkan, avec plusieurs clubs dans la capitale, et des liens avec Tochigi (le quartier général du shin shin toitsu aikido, où passer des ceintures noires ou faire de longs séminaires). La ki society propose aussi des stages de kiatsu (massage simple, lointain cousin du shiatsu) ou de ki (exercices de respiration, correction posture et démarche, tests de coordination), près de Shinjuku (pas loin du Hombu dōjō de l'Aikikai). 
Kōichi Tōhei est célèbre au Japon pour avoir enseigné le Ki à des athlètes (le joueur de baseball Sadaharu Oh par exemple) ou aidé certains (épaule disloquée de Chiyonofuji). Son association Ki Society International, qui donne des cours de ki (relaxation, respiration, tests de coordination corps-esprit, kiatsu) et est la seule association japonaise spécialisée dans l'étude du Ki, fut approuvé en 1977 par le ministère de la santé japonaise.
Après avoir quitté le dojo central de l'Aikikai à Shinjuku, Tokyo, il créa un quartier général à Tochigi. Les passages de dan (ceintures noires) y sont organisés, ainsi que cours, séminaires et World Camp. Les pratiquants peuvent aussi y passer une année intensive, à étudier ki, aïkido et calligraphie avant de partir enseigner.
Shinichi Tohei, a repris la tête de la Ki Society. Koichi Tohei est mort en 2015.
Les pratiquants commencent ceinture blanche / 5-kyu, puis 4-kyu... Après 1-kyu, on passe au système de dan (1-dan, 2-dan...)
Les femmes peuvent mettre un hakama à partir de 4kyu, les hommes le 1-kyu. 
Au Japon, les principes sont rappelés dans des petits livrets, qui les illustrent en anglais et japonais : 
1. Les 5 principes d'Aïkido (shinshin toitsu aikidou no godai kensoku ou 心身統一合氣道の五原則)[18] :
  1. Ki est en extension
  2. Connais l'esprit de votre opposant
  3. Respectez le Ki de votre opposant
  4. Mettez-vous à la place de votre opposant
  5. Agissez avec confiance
2. Les 4 principes de coordination du corps et de l'esprit (shinshin toitsu no yondai kensoku ou  心身統一の四大原則) [19]
  1. Gardez votre point unique
  2. Relaxez complètement
  3. Gardez le poids en dessous
  4. Etendez votre Ki

La Ki Society est enregistrée auprès du ministère de la santé japonais.
Outre les démonstrations de Taigi, la Ki Society se démarque aussi par la pratique du sokushin no gyo (ou misogi), une pratique méditative ou un vieux chant japonais est répété, rythmé par une cloche, les pratiquants étant assis en seiza. En début d'année, le senshin no gyo (se verser de l'eau glacée) est également pratiqué lors de la cérémonie de début d'année (kagami biraki)

### Ki Federation of Great Britain
Après avoir débuté dans les arts martiaux japonais en 1954, Ken (ou Kenneth) Williams fut le premier assistant occidental d'un sensei japonais (Kenshiro Abbe), dans les années 1950 quand l'Aïkido commençait à se répandre à l'international, et le plus jeune troisième dan non-japonais à l'époque (d'après sa biographie et un livre sur les débuts de l'aïkido en Angleterre, Positive aïkido). 
Il se spécialisa dans l'Aïkido et œuvra à développer l'Aikikai anglais (coach national) dans les années 1960 et 1970.
Sous la direction de Kenshiro Abbe, il suivit l'enseignement de Mutsuro Nakazono, Masamichi Noro et Hiroshi Tada (des senseis très actifs en France et en Angleterre à l'époque, pour répandre l'Aïkido en Europe). 
Après le retour de Kenshiro Abbe pour le Japon, il continua à pratiquer, appliquant la devise de Kenshiro Abbe du « effort minimal, efficacité maximale ».
Après avoir rencontré et pratiqué avec Koichi Tohei au Japon, il fonda la Ki Federation of Great Britain en 1976. 10 ans plus tard, celle-ci devient indépendante de la Ki Society de Tohei Sensei, pour enseigner avec une méthodologie « pour l'esprit occidental ». 
1. Principes d'Aïkido
  1. En étendant ta pensée
  2. Connais l’esprit de ton partenaire
  3. Respecte le Ki de ton partenaire
  4. Mets-toi à la place de ton partenaire
  5. Pratique avec confiance
2. Principes de Ki - coordination du corps et de l'esprit
  1. Pense à ton point unique
  2. Sois léger
  3. Sois complètement détendu
  4. Étends ta pensée

Lors de la pratique, l'aïkidoka (le pratiquant) essaie de penser à un des principes - cela oriente sa pensée, ses mouvements. Avoir un des principes revient à les avoir tous. Perdre un des principes, à les perdre tous.
Les ceintures de couleur (blanche, jaune, orange, bleue, marron, puis les ceintures noires 1er dan, 2e dan...) sont utilisées. Le hakama se porte après le 1er dan pour les hommes, la ceinture jaune pour les femmes. 
On retrouve des termes japonais, mais aussi de nombreuses traductions ou adaptations pour la culture occidentale ("première forme" au lieu de katate kousa dori par exemple).
Le signe Ki utilisé, lorsqu'il est calligraphié, est celui d'avant-guerre (le kanji ki actuel est une forme simplifiée par la réforme de 1948)
Les techniques qu'on retrouve sont les suivantes :
- Ikkyo, technique de base #1
- Nikyo, technique de base #2
- Sankyo, technique de base #3
- Yonkyo, technique de base #4
- Gokyo, technique de base #5
- Shihonage, projection des 4 directions (on peut projeter de manière multiple)
- Kaitenage, projection par rotation
- Kokyunage, projection diverse (kokyuu: respiration)
- Tenchinage, projection ciel et terre (souvent une main en haut, une en bas)
- Kotegaeshi, renversement de l'avant-bras (on joue sur le poignet et le coude de l'attaquant)

Les techniques d'aikido de koshinage (projection par la hanche) ont été abandonnées.
Les techniques d'aikido peuvent être faites en irimi ou tenkan.
- Irimi, 入り身 (irimi), corps entrant (nage se déplace face à uke)
- Tenkan, 転換 (tenkan), changement, détournement (nage tourne à 180 degrés pour aller dans la même direction que uke, pour appliquer sa technique)

Outre les attaques au couteau (tanto), au sabre de bois (boken) ou au bâton (jo), on compte 16 types d'attaques (formes) pour lesquelles les techniques mentionnées ci-dessus peuvent être utilisées.

#### Association Française de Ki Aïkido (AFKA)
Cette association organise des cours et séminaires en France (sur Paris principalement) pour promouvoir l'enseignement du Ki Aïkido. 
Assistants, élèves à la Ki Federation of Great Britain, les fondateurs de l'AFKA s'efforcent de répandre son enseignement en France depuis 30 ans, à travers des cours, mais aussi quelques interventions télévisées,
Les passages de ceinture noire s'effectuent auprès de la Ki Fédération of Great Britain, dont les enseignants gèrent aussi les stages les plus avancés.
Les cours se divisent en cours de ki (échauffements , tests de coordination, respiration, étirements, méditation, etc.) et en cours d'aïkido (techniques, randori, katas, etc.) mettant en pratique les mouvements et principes vus dans les cours de ki. 
Les techniques sont développées debout, à genou, attaqué par une ou plusieurs personnes, à main nue ou avec sabre en bois (boken), couteau en bois (tanto), long baton (jo).
Les armes sont introduites progressivement, ainsi que les attaques à plusieurs. 
Une partie importante de la pratique : savoir s'adapter à son partenaire.
On appelle la personne montrant une technique de défense, le nage (prononcé na-gué, et la personne qui reçoit la technique (qui attaque le nage) le uke (prononcé you-ké). Les professeurs sont appelés sensei.

### Ki no Kenkyukai Association Internationale
Kenjiro Yoshigasaki, né en 1951, commence à étudier le yoga à 10 ans. En 1973, il commence à pratiquer l'aikido. 
En 1977 il est envoyé par Tohei Koichi en Europe pour y enseigner le ki aikido et développer le ki no kenkyukai. Il enseigne en Angleterre  et en Belgique notamment. 
Kōichi Tōhei cessant d'enseigner après 2002, Kenjiro Yoshigasaki crée alors sa propre fédération en 2003, comprenant près de 120 clubs répartis entre Europe, Afrique du Sud et Amérique du Sud ,.
Avec une formation forte en yoga, puis en aïkido, l'enseignement se veut similaire à celui de Koichi Tohei, mais avec l'approche développée par Kenjiro Yoshigasaki, décrite dans ses ouvrages.